# Grand Prix Formule 1 van Japan 1995
De Grand Prix Formule 1 van Japan 1995 werd gehouden op 29 oktober 1995 op Suzuka.

## Uitslag
| Positie | Nummer | Rijder                | Team               | Ronden | Tijd/Opgave         | Startplaats | Punten |
| ------- | ------ | --------------------- | ------------------ | ------ | ------------------- | ----------- | ------ |
| 1       | 1      | Michael Schumacher    | Benetton-Renault   | 53     | 1:36:52.930         | 1           | 10     |
| 2       | 8      | Mika Häkkinen         | McLaren-Mercedes   | 53     | +19.337             | 3           | 6      |
| 3       | 2      | Johnny Herbert        | Benetton-Renault   | 53     | +1:23.804           | 9           | 4      |
| 4       | 15     | Eddie Irvine          | Jordan-Peugeot     | 53     | +1:42.136           | 7           | 3      |
| 5       | 26     | Olivier Panis         | Ligier-Mugen-Honda | 52     | +1 Ronde            | 11          | 2      |
| 6       | 4      | Mika Salo             | Tyrrell-Yamaha     | 52     | +1 Ronde            | 12          | 1      |
| 7       | 7      | Mark Blundell         | McLaren-Mercedes   | 52     | +1 Ronde            | 23          |        |
| 8       | 30     | Heinz-Harald Frentzen | Sauber-Ford        | 52     | +1 Ronde            | 8           |        |
| 9       | 24     | Luca Badoer           | Minardi-Ford       | 51     | +2 Rondes           | 17          |        |
| 10      | 29     | Karl Wendlinger       | Sauber-Ford        | 51     | +2 Rondes           | 15          |        |
| 11      | 23     | Pedro Lamy            | Minardi-Ford       | 51     | +2 Rondes           | 16          |        |
| 12      | 10     | Taki Inoue            | Arrows-Hart        | 51     | +2 Rondes           | 18          |        |
| NF      | 5      | Damon Hill            | Williams-Renault   | 40     | Spin                | 4           |        |
| NF      | 6      | David Coulthard       | Williams-Renault   | 39     | Spin                | 6           |        |
| NF      | 21     | Pedro Diniz           | Forti-Ford         | 32     | Spin                | 20          |        |
| NF      | 27     | Jean Alesi            | Ferrari            | 24     | Transmissie         | 2           |        |
| NF      | 17     | Andrea Montermini     | Pacific-Ilmor      | 23     | Spin                | 19          |        |
| NF      | 28     | Gerhard Berger        | Ferrari            | 16     | Elektrisch probleem | 5           |        |
| NF      | 14     | Rubens Barrichello    | Jordan-Peugeot     | 15     | Spin                | 10          |        |
| NF      | 3      | Ukyo Katayama         | Tyrrell-Yamaha     | 12     | Spin                | 13          |        |
| NF      | 16     | Bertrand Gachot       | Pacific-Ilmor      | 6      | Aandrijving         | 22          |        |
| NF      | 22     | Roberto Moreno        | Forti-Ford         | 1      | Versnellingsbak     | 21          |        |
| NF      | 9      | Gianni Morbidelli     | Arrows-Hart        | 0      | Spin                | 14          |        |
| DNS     | 25     | Aguri Suzuki          | Ligier-Mugen-Honda | 0      | Ongeluk             |             |        |

## Wetenswaardigheden
- Karl Wendlinger reed opnieuw voor Sauber in plaats van Jean-Christophe Boullion.
- Benetton behaalde het constructeurskampioenschap.
- Mark Blundell vertrok vanop de laatste plaats omdat hij zich niet kon kwalificeren door een zwaar ongeluk op vrijdag.

## Statistieken
| Pole-position | Michael Schumacher | Benetton-Renault | 1:38.023 |
| Snelste ronde | Michael Schumacher | Benetton-Renault | 1:42.976 |

## Noot
- Dit was de vierhonderdste Grand Prix-start voor een Braziliaanse coureur.
- Tiende pole position voor Michael Schumacher.

1976 · 1977 · 1987 · 1988 · 1989 · 1990 · 1991 · 1992 · 1993 · 1994 · 1995 · 1996 · 1997 · 1998 · 1999 · 2000 · 2001 · 2002 · 2003 · 2004 · 2005 · 2006 · 2007 · 2008 · 2009 · 2010 · 2011 · 2012 · 2013 · 2014 · 2015 · 2016 · 2017 · 2018 · 2019 · 2022 · 2023 · 2024 · 2025